# Karl Anton
Pour les articles homonymes, voir Anton.
Karl Anton (né le 25 octobre 1898 à Prague, alors dans le Royaume de Bohême (Autriche-Hongrie) et mort le 12 avril 1979 à Berlin-Ouest) est un réalisateur, scénariste et producteur de cinéma tchécoslovaque.

## Biographie
Il commence sa carrière comme acteur à Vienne (Autriche), Linz et Prague. Il est ensuite assistant de Karel Lamač sur des documentaires. Il réalise son premier film en 1921 Gypsies. Au début des années 1930 il tourne à Paris quelques comédies légères avec Edwige Feuillère (Matricule 33). Il se consacre dès la fin des années 1930 aux comédies, opérettes et autres films musicaux en langue allemande. Il tourne en 1937 Le Cuirassé Sebastopol film de propagande antisoviétique avecla vedette Camilla Horn et projeté en 1942 à Paris. Sous l'occupation allemande en France il fait partie des metteurs en scène autorisés par la Propagandastaffel. Après guerre il tourne des remakes de succès d'avant guerre réalisés par d'autres metteurs en scène comme en 1953 La Rose de Stamboul de Felix Basch (1919) et en 1957 Victor et Victoria  de Reinhold Schünzel (1933)

## Filmographie

### Comme réalisateur
- 1922 : Poslední polibek
- 1922 : Cikáni
- 1923 : The Kidnapping of Fux Banker
- 1923 : Tu ten kámen aneb Kterak láskou mozno v mziku vzplanout treba k neboztíku
- 1925 : Do panského stavu
- 1926 : Pohádka máje
- 1926 : Otec Kondelík a zenich Vejvara I.
- 1927 : Otec Kondelík a zenich Vejvara II.
- 1930 : Ein Mädel von der Reeperbahn
- 1930 : Tonischka (en)
- 1931 : Der Fall des Generalstabs-Oberst Redl
- 1931 : Aféra plukovníka Rédla
- 1931 : Die nackte Wahrheit
- 1932 : Maquillage
- 1932 : Une petite femme dans le train
- 1932 : Criez-le sur les toits
- 1932 : Monsieur Albert
- 1932 : Le Cordon bleu
- 1932 : Simone est comme ça
- 1933 : Les Surprises du sleeping
- 1933 : Un soir de réveillon
- 1933 : Jsem devce s certem v tele
- 1933 : Rien que des mensonges
- 1933 : Le Chasseur de chez Maxim's
- 1933 : Matricule 33
- 1933 : Un fil à la patte
- 1934 : Les Dernières roses
- 1934 : La Cinquième Empreinte
- 1935 : Monsieur Sans-Gêne
- 1935 : Arènes joyeuses
- 1936 : Martha
- 1937 : Le Cuirassé Sebastopol
- 1938 : Mit versiegelter Order
- 1939 : Wir tanzen um die Welt
- 1940 : Étoile de Rio
- 1941 : Je t'aimerai toujours (Immer nur…Du !)
- 1941 : Le Président Krüger
- 1942 : Die Sache mit Styx
- 1943 : Kollege kommt gleich
- 1943 : Die Wirtin zum Weißen Röß'l
- 1943 : Die Große Nummer
- 1944 : Der Große Preis
- 1944 : Die Hochstaplerin
- 1946 : L'Extravagant Millionnaire (Peter Voss, der Millionendieb)
- 1949 : Der Große Fall
- 1949 : Ruf an das Gewissen
- 1950 : Verlobte Leute
- 1952 : Der Weibertausch
- 1953 : Der Vetter aus Dingsda (de)
- 1953 : Die Rose von Stambul
- 1953 : Von Liebe reden wir später
- 1954 : Clivia
- 1956 : Facteur en jupons (Die Christel von der Post)
- 1956 : Bonjour Kathrin
- 1957 : Der kühne Schwimmer
- 1957 : Viktor und Viktoria
- 1960 : Le Vengeur défie Scotland Yard
- 1964 : "Slim Callaghan greift ein" - Série télévisée

### Comme scénariste
- 1922 : Cikáni
- 1922 : Harémy kouzla zbavené
- 1923 : The Kidnapping of Fux Banker
- 1923 : Tu ten kámen aneb Kterak láskou mozno v mziku vzplanout treba k neboztíku
- 1930 : Ein Mädel von der Reeperbahn
- 1937 : Le Cuirassé Sebastopol
- 1938 : Mit versiegelter Order
- 1941 : Menschen im Sturm
- 1941 : Je t'aimerai toujours
- 1943 : Die Wirtin zum Weißen Röß'l
- 1943 : Die Große Nummer
- 1944 : Der Täter ist unter uns
- 1944 : Der Große Preis
- 1946 : L'Extravagant Millionnaire (Peter Voss, der Millionendieb)
- 1949 : Barry
- 1953 : Der Vetter aus Dingsda (de)
- 1953 : Von Liebe reden wir später
- 1954 : Clivia
- 1956 : Bonjour Kathrin

### Comme producteur
- 1930 : Tonischka (en)
- 1941 : Je t'aimerai toujours
- 1942 : Die Sache mit Styx
- 1943 : Die Wirtin zum Weißen Röß'l
- 1943 : Die Große Nummer
- 1944 : Die Hochstaplerin
- 1946 : L'Extravagant Millionnaire (Peter Voss, der Millionendieb)
- 1949 : Der Große Fall
- 1949 : Ruf an das Gewissen
- 1950 : Verlobte Leute